# Când am bani, eu dau la toți
Când am bani, eu dau la toți (Volumul 5) este un album de studio semnat de cântărețul rom din România Nicolae Guță. Este al cincilea disc al seriei Nicolae Guță.
Este probabil albumul cel mai divers ca stilistică din catalogul discografic al cântărețului. Acest fapt se explică prin tranziția repertoriului de la genul lăutăresc către manele. Instrumentația este, de asemenea, bogată și este distribuită în piese în corespondență cu sectoarele stilistice dorite (spre deosebire de discurile anterioare, unde diferențele de orchestrație de la o piesă la alta erau mai reduse). Este primul disc al lui Guță pe care se aud percuții – atât electronice (baterist electronic), cât și acustice (țimbale și tălăngi) – și chitară bas. O altă noutate timbrală este țambalul (prezent în piesele „La puțul cu apă dulce”, „La un pas de casa mea” și „Nu mi-am dorit niciodată”), care însă nu se va impune.

## Lista pistelor
1. Când am bani, eu dau la toți (8:15)
2. Sar penel or dușmanea (3:09)
3. Mă distrez și bine fac (4:39)
4. Când sunt beat și mă supăr (4:32)
5. Nu mi-am dorit niciodată (8:57)
6. Când te bazezi că ai putere (5:20)
7. Eu nu sunt atârnător (4:30)
8. La puțul cu apă dulce (6:49)
9. Omule, ce prost mai ești (5:03)
10. La un pas de casa mea (8:27)